# Džirchva
Džirchva (abchazsky Џьырхәа, gruzínsky ჯირხვა – Džirchva) je vesnice v Abcházii, v okrese Gudauta. Leží přibližně 10 km severozápadně od okresního města Gudauty v nížinném údolí mezi pohořím Bzybský hřbet na severu a kopci Picundsko-myserské přírodní rezervace na jihozápadě. Obec sousedí na západě s Otharou, na severu s Chuapem, na východě s Durypšem, od kterého ji odděluje řeka Chypsta, a na jihu se Zvandrypšem. Obec protíná silnice spojující Rusko se Suchumi.
Oficiálním názvem obce je Vesnický okrsek Džirchva (rusky Джирхвинская сельская администрация, abchazsky Џьырхәа ақыҭа ахадара). Za časů Sovětského svazu se okrsek jmenoval Džirchvinský selsovět (Джирхвинский сельсовет).
Součástí obce Džirchva jsou tyto okolní vesničky: Apšanchvara / Eširchva (Аҧшанхәара / Ешырхәа / Иашырхәы), Achuca (Ахәҵа), Bgarduny / Bgardvany (Бгардәны / Бгардәаны), Emchagvavja (Емхагәаҩа), Kvanapa (Кәанаҧа) a Synyrchva / Čigurchva / Akvačarchva (Сынырхәа / Чыгәрхәа / Ақәачархәа).

## Historie
Dříve se obec jmenovala Chudara. V prosinci 1917 začali v Džirchvě abchazští bolševici, vedení Nestorem Lakobou, budovat svou první ozbrojenou organizaci.
V období vlády Stalina se do Džirchvy, v níž do té doby žili pouze Abchazové, přistěhovali osadníci z Gruzie podobně jako v okolních obcích nacházejících se nedaleko toku řeky Bzyb. Většina z těchto přistěhovalých Gruzínců žila v části Synyrchva, avšak během války v Abcházii obec opustili.

## Obyvatelstvo
Dle nejnovějšího sčítání lidu z roku 2011 je počet obyvatel této obce 1556 a jejich složení následovné:
- 1528 Abchazů (98,2 %)
- 28 ostatních národností (1,8 %)

Před válkou v Abcházii žilo v obci 188 obyvatel. V celém Džirchvinském selsovětu žilo 2007 obyvatel.